# Als ze er niet is
Als ze er niet is is een nummer van de Nederlandse band De Dijk. Het is het tweede nummer op het album De blauwe schuit uit 1994. Dat jaar werd het uitgebracht als de eerste single van het album.
Zanger Huub van der Lubbe schreef het nummer nadat hij een paar dagen zonder zijn vrouw Teuntje doorbracht en haar miste. Dit komt terug in de tekst van het nummer; hij realiseert zich pas hoeveel hij van haar houdt als zij niet bij hem is. De videoclip van het nummer is opgenomen in New York. De band loopt door de stad, waarbij ze onder anderen een platenzaak bezoeken, in Central Park aanwezig zijn bij een fotoshoot en in de stad mensen ontmoeten. Huub van der Lubbe draagt een shirt van de band The Scene.
Het nummer werd de grootste hit van De Dijk, waarbij het de vijfde plaats behaalde in de Nederlandse Top 40 en de zesde plaats in de Mega Top 50. Daarnaast heeft het nummer altijd bij de bovenste 400 noteringen in de Radio 2 Top 2000 gestaan.

## Hitnoteringen

### Nederlandse Top 40
| Hitnotering: 24-09-1994 t/m 10-12-1994 | Hitnotering: 24-09-1994 t/m 10-12-1994 | Hitnotering: 24-09-1994 t/m 10-12-1994 | Hitnotering: 24-09-1994 t/m 10-12-1994 | Hitnotering: 24-09-1994 t/m 10-12-1994 | Hitnotering: 24-09-1994 t/m 10-12-1994 | Hitnotering: 24-09-1994 t/m 10-12-1994 | Hitnotering: 24-09-1994 t/m 10-12-1994 | Hitnotering: 24-09-1994 t/m 10-12-1994 | Hitnotering: 24-09-1994 t/m 10-12-1994 | Hitnotering: 24-09-1994 t/m 10-12-1994 | Hitnotering: 24-09-1994 t/m 10-12-1994 | Hitnotering: 24-09-1994 t/m 10-12-1994 | Hitnotering: 24-09-1994 t/m 10-12-1994 |
| Week                                   | 1                                      | 2                                      | 3                                      | 4                                      | 5                                      | 6                                      | 7                                      | 8                                      | 9                                      | 10                                     | 11                                     | 12                                     |                                        |
| -------------------------------------- | -------------------------------------- | -------------------------------------- | -------------------------------------- | -------------------------------------- | -------------------------------------- | -------------------------------------- | -------------------------------------- | -------------------------------------- | -------------------------------------- | -------------------------------------- | -------------------------------------- | -------------------------------------- | -------------------------------------- |
| Nummer                                 | 24                                     | 15                                     | 10                                     | 8                                      | 6                                      | 5                                      | 7                                      | 8                                      | 13                                     | 18                                     | 27                                     | 36                                     | uit                                    |

### Mega Top 50
| Hitnotering: 24-09-1994 t/m 07-01-1995 | Hitnotering: 24-09-1994 t/m 07-01-1995 | Hitnotering: 24-09-1994 t/m 07-01-1995 | Hitnotering: 24-09-1994 t/m 07-01-1995 | Hitnotering: 24-09-1994 t/m 07-01-1995 | Hitnotering: 24-09-1994 t/m 07-01-1995 | Hitnotering: 24-09-1994 t/m 07-01-1995 | Hitnotering: 24-09-1994 t/m 07-01-1995 | Hitnotering: 24-09-1994 t/m 07-01-1995 | Hitnotering: 24-09-1994 t/m 07-01-1995 | Hitnotering: 24-09-1994 t/m 07-01-1995 | Hitnotering: 24-09-1994 t/m 07-01-1995 | Hitnotering: 24-09-1994 t/m 07-01-1995 | Hitnotering: 24-09-1994 t/m 07-01-1995 | Hitnotering: 24-09-1994 t/m 07-01-1995 | Hitnotering: 24-09-1994 t/m 07-01-1995 | Hitnotering: 24-09-1994 t/m 07-01-1995 |
| Week                                   | 1                                      | 2                                      | 3                                      | 4                                      | 5                                      | 6                                      | 7                                      | 8                                      | 9                                      | 10                                     | 11                                     | 12                                     | 13                                     | 14                                     | 15                                     |                                        |
| -------------------------------------- | -------------------------------------- | -------------------------------------- | -------------------------------------- | -------------------------------------- | -------------------------------------- | -------------------------------------- | -------------------------------------- | -------------------------------------- | -------------------------------------- | -------------------------------------- | -------------------------------------- | -------------------------------------- | -------------------------------------- | -------------------------------------- | -------------------------------------- | -------------------------------------- |
| Positie                                | 23                                     | 13                                     | 9                                      | 9                                      | 6                                      | 6                                      | 6                                      | 7                                      | 10                                     | 20                                     | 25                                     | 29                                     | 29                                     | 34                                     | 37                                     | uit                                    |

### NPO Radio 2 Top 2000
| Nummer met noteringen in de NPO Radio 2 Top 2000 | '99 | '00 | '01 | '02 | '03 | '04 | '05 | '06 | '07 | '08 | '09 | '10 | '11 | '12 | '13 | '14 | '15 | '16 | '17 | '18 | '19 | '20 | '21 | '22 | '23 | '24 |
| ------------------------------------------------ | --- | --- | --- | --- | --- | --- | --- | --- | --- | --- | --- | --- | --- | --- | --- | --- | --- | --- | --- | --- | --- | --- | --- | --- | --- | --- |
| Als ze er niet is                                | 204 | 193 | 218 | 149 | 92  | 134 | 125 | 99  | 126 | 119 | 152 | 139 | 150 | 193 | 206 | 217 | 241 | 267 | 297 | 353 | 228 | 293 | 301 | 212 | 260 | 239 |

1. ↑  Een vetgedrukt getal geeft de hoogste notering aan.